# Parafia Matki Bożej Królowej Różańca Świętego w Łaziskach Górnych
Parafia Matki Bożej Królowej Różańca Świętego – rzymskokatolicka parafia znajdująca się w Łaziskach Górnych. Parafia należy do archidiecezja katowickiej i dekanatu Łaziska. Powstała w 1908 roku.